# Teoria di Kummer
In matematica, la teoria di Kummer fornisce una descrizione di alcuni tipi di estensioni di campi corrispondenti all'aggiunta di radici {\displaystyle n}-esime di elementi del campo di base.
La teoria è stata inizialmente sviluppata da Ernst Kummer verso la metà del diciannovesimo secolo nei suoi primi approcci all'ultimo teorema di Fermat.
La teoria di Kummer è fondamentale, per esempio, in teoria dei campi di classi e in generale per capire le estensioni abeliane. Questa teoria dice che, se vi sono abbastanza radici dell'unità, le estensioni cicliche si possono ottenere estraendo radici. La cosa più complicata nella teoria dei campi di classi è di trasportare i risultati ottenuti a campi più piccoli contenenti un numero non sufficiente di radici dell'unità.

## Estensioni di Kummer (o estensioni radicali)
Un'estensione di Kummer è un'estensione di campi {\displaystyle L/K}, con {\displaystyle [L:K]=n>1} e tale che:
- {\displaystyle L} è generato su {\displaystyle K} da una radice del polinomio {\displaystyle X^{n}-a}, con {\displaystyle a} in {\displaystyle K}.
- {\displaystyle K} contiene {\displaystyle n} radici distinte di {\displaystyle X^{n}-1}.

Per esempio, se {\displaystyle n=2}, la seconda condizione è sempre vera se {\displaystyle K} ha caratteristica diversa da {\displaystyle 2}. Quindi, in questo caso, le estensioni di Kummer sono tutte le estensioni quadratiche {\displaystyle L=K({\sqrt {a}})}, ove {\displaystyle a} è un elemento di {\displaystyle K} che non è un quadrato. Dall'usuale soluzione delle equazioni di secondo grado, ogni estensione di grado {\displaystyle 2} di {\displaystyle K} ha questa forma. Se invece {\displaystyle K} ha caratteristica {\displaystyle 2}, non ci sono estensioni di Kummer di grado {\displaystyle 2}.
Prendendo {\displaystyle n=3}, non ci sono estensioni di Kummer di grado {\displaystyle 3} del campo dei razionali {\displaystyle \mathbb {Q} }, dato che l'unica radice terza dell'unità contenuta in {\displaystyle \mathbb {Q} } è {\displaystyle 1}. Se si prende come {\displaystyle L} il campo di spezzamento di {\displaystyle X^{n}-a} su {\displaystyle \mathbb {Q} }, ove {\displaystyle a} non è un cubo nei razionali, allora {\displaystyle L} contiene un sottocampo {\displaystyle K} con le tre radici cubiche dell'unità; questo perché se {\displaystyle \alpha } e {\displaystyle \beta } sono due radici distinte del polinomio {\displaystyle X^{n}-a}, si ha che {\displaystyle \alpha /\beta } è una radice cubica primitiva dell'unità. Quindi {\displaystyle L/K} è un'estensione di Kummer.
Più in generale, è vero che se {\displaystyle K} contiene {\displaystyle n} radici ennesime distinte dell'unità, che implica che la caratteristica di {\displaystyle K} non divide {\displaystyle n}, allora aggiungendo a {\displaystyle K} una radice ennesima di un elemento {\displaystyle a} di {\displaystyle K} si ottiene un'estensione di Kummer (di grado {\displaystyle m}, per qualche {\displaystyle m} che divide {\displaystyle n}). Tutte queste estensioni sono di Galois, con gruppo di Galois ciclico di ordine {\displaystyle m}. Infatti è facile descrivere il gruppo di Galois attraverso l'azione del gruppo delle radici ennesime dell'unità ottenuta moltiplicando una radice di {\displaystyle a} per tali radici.

## Teoria di Kummer
La teoria di Kummer prova il viceversa e cioè che se {\displaystyle K} contiene {\displaystyle n} radici {\displaystyle n}-esime distinte dell'unità, allora ogni estensione abeliana di {\displaystyle K} di grado {\displaystyle n} si ottiene aggiungendo una radice {\displaystyle n}-sima. Inoltre, se con {\displaystyle K^{\times }} denotiamo il gruppo moltiplicativo degli elementi non nulli di {\displaystyle K}, allora le estensioni cicliche di {\displaystyle K} di grado {\displaystyle n} sono in biiezione con i sottogruppi ciclici del gruppo
{\displaystyle K^{\times }/(K^{\times })^{n},}
e cioè il gruppo ottenuto quozientando {\displaystyle K^{\times }} con il sottogruppo delle potenze {\displaystyle n}-sime di {\displaystyle K}. Questa biiezione può essere descritta esplicitamente come segue. Dato un sottogruppo ciclico
{\displaystyle \Delta \subseteq K^{\times }/(K^{\times })^{n},}
la corrispondente estensione è data da
{\displaystyle K(\Delta ^{1/n}),}
dove {\displaystyle \Delta ^{1/n}=\{{\sqrt[{n}]{a}}:a\in K^{\times },a\cdot (K^{\times })^{n}\in \Delta \}}, cioè dal campo ottenuto aggiungendo a {\displaystyle K} le radici {\displaystyle n}-esime degli elementi di {\displaystyle \Delta }. Viceversa, se {\displaystyle L} è un'estensione di Kummer di {\displaystyle K}, allora {\displaystyle \Delta } è dato da
{\displaystyle \Delta =(K^{\times }\cap (L^{\times })^{n})/(K^{\times })^{n},}
e, se con {\displaystyle \mu _{n}} denotiamo il gruppo delle radici {\displaystyle n}-sime dell'unità, vi è l'isomorfismo
{\displaystyle \Delta \cong \operatorname {Hom} (\operatorname {Gal} (L/K),\mu _{n})}
dato da
{\displaystyle a\mapsto \left(\sigma \mapsto {\frac {\sigma (\alpha )}{\alpha }}\right),}
ove {\displaystyle \alpha } è una radice {\displaystyle n}-sima di {\displaystyle a} in {\displaystyle L}.

## Generalizzazioni
Esiste una leggera generalizzazione della teoria di Kummer che si occupa delle estensioni abeliane di esponente {\displaystyle n} (cioè tali che tutti gli automorfismi del rispettivo gruppo di Galois abbiano ordine che divide {\displaystyle n}), e un risultato analogo al precedente è vero in questo contesto.
Precisamente, si può provare che tali estensioni sono in biiezione con i sottogruppi di
{\displaystyle K^{\times }/(K^{\times })^{n},}
che sono essi stessi di esponente {\displaystyle n}.
La teoria delle estensioni cicliche nel caso in cui la caratteristica di {\displaystyle K} divida {\displaystyle n} è chiamata teoria di Artin-Schreier.